# Nicholas Fiore
Nicholas Fiore (* 14. Februar 1918 in Port Coquitlam/British Columbia; † 18. März 1979 in London/Ontario) war ein kanadischer Flötist und Musikpädagoge.

## Leben
Fiore erhielt seinen ersten Unterricht von seinem Vater Pasquale Fiore und trat Mitte der 1930er Jahre mit seinen Schwestern als Fiore Quintet in den Kirchen von Vancouver und im Radio auf. 1939 wurde er Erster Flötist im Vancouver Symphony Orchestra. Zugleich war er Mitglied des CBC Vancouver Chamber Orchestra. Seine Ausbildung setzte er bei Sommerkursen in Maine mit William Kincaid fort. Von 1966 bis 1969 vervollkommnete er seine Ausbildung bei Marcel Moyse.
1952 wurde Fiore Erster Flötist des Toronto Symphony Orchestra. Diese Position hatte er bis 1978 inne. Außerdem war er von 1962 bis 1975 Mitglied des Toronto Windwood Quintet (ab 1972 Toronto Winds), mit dem zahlreiche Aufnahmen entstanden. Mit dem CBC Vancouver Chamber Orchestra spielte er 1946 die Uraufführung von John Weinzweigs Divertimento No. 1 und 1964 von Harry Somers’ 12 Miniatures. Mit dem CBC Vancouver Concert Orchestra nahm er Kent Kennans Night Soliloquy und Lucio Agostinis Suite for Flute and Orchestra auf, mit dem Toronto Symphony Orchestra Norma Beecrofts Improvvisazioni Concertanti No. 1 und mit dem House Orchestra Gustav Holsts Fugal Concerto. Aufnahmen entstanden auch mit der Folksängerin Emma Caslor und der Sopranistin Mary Morrison.
Von 1953 bis 1978 unterrichtete Fiore an der University of Toronto, danach bis zu seinem Tod an der University of Western Ontario. Ab 1972 gab er außerdem Sommerkurse am Courtenay Youth Music Centre. Zu seinen Schülern zählen Robert Aitken, Suzanne Shulman und Douglas Stewart.